# Parco forestale di Poggio Neri
Il parco forestale di Poggio Neri è un parco pubblico situato a Sassetta in provincia di Livorno. Il parco occupa una superficie di circa 700 ettari, all'interno dell'area demaniale denominata "Sassetta" (735 ettari), caratterizzata dalla presenza di castagni, lecci e querce e facente parte del Patrimonio Agricolo Forestale Regionale della Toscana.

## Storia
L'idea della realizzazione del parco nasce a cavallo degli anni 1970-1980 per iniziativa dei comuni della Val di Cornia, che hanno fondato un consorzio per l'inviduazione di aree da destinare a parco pubblico territoriale. Il complesso viene formalizzato e aperto nel 1993 con la creazione della "Società Parchi Val di Cornia spa" e completato negli anni 2000 con la realizzazione di aree turistiche attrezzate.
Negli anni 2007-2009 il Circondario della Val di Cornia e la Parchi Val di Cornia spa hanno proposto il riconoscimento regionale del parco di Poggio Neri quale area naturale protetta di interesse locale, finora non ancora ottenuto.

## Territorio
Il parco si estende per circa 700 ettari ad est dell'abitato di Sassetta, iniziando dal valico posto tra il Monte Bufalaio (388 m) e il Monte Ceci (398 m) e proseguendo verso ovest in direzione delle valli del ruscello Lodano e del torrente Massera fino alle pendici del monte Calvo.
Il parco fa parte del più vasto territorio formato da numerose aree naturalistiche appartenenti ai Parchi della Val di Cornia che seguono il percorso del fiume, della valle da esso formata fino alla foce, dove sorge la riserva naturale Padule Orti-Bottagone.. Questo territorio, identificato complessivamente come Val di Cornia, comprende sia i territori alluvionali che le zone collinari più interne, limitrofi a Piombino e alla zona dove si ergeva la antica città etrusca di Populonia. Nel territorio vi sono infatti vestigia e testimonianze di epoca etrusca, in quanto utilizzato sin dall'antichità per la produzione di carbone e l'estrazione di metalli e del marmo rosso, la cui cava dismessa è oggi all'interno dell'areale del parco di Poggio-Neri. Nel territorio della valle è stato rinvenuto un insediamento preistorico di pescatori-cacciatori risalente all’età del bronzo – tardo neolitico, databile ca. fra 3500 e 2300 anni a.C. che rappresenta l’insediamento umano più antico nella pianura alluvionale del Cornia.
Sono presenti 37 km di itinerari escursionistici percorribili a piedi, bicicletta o cavallo e un percorso predisposto per i disabili, tutti muniti di aree di sosta e riposo vicino ad alcune sorgenti naturali potabili e un centro panoramico.
All'interno del parco forestale è presente un "museo del bosco", che include una capanna costruita con zolle di terra, un'esposizione a cielo aperto di attrezzi da boscaiolo e una ricostruzione che illustra le tradizionali attività degli abitanti del luogo come carbonai e raccoglitori di castagne.

## Fauna
Nell'areale del parco sono presenti oltre 200 specie di uccelli fra cui il falco pellegrino. Durante le migrazioni si osserva anche il gufo comune.
Fra i mammiferi sono presenti caprioli e cinghiali, oltre a volpe, l'istrice, il riccio, la donnola, il toporagno

## Flora
Nel parco la fitta vegetazione boschiva è formata soprattutto da castagni, lecci e querce.